# Diabolus in Musica (album)
Diabolus in Musica è il settimo album in studio del gruppo musicale statunitense Slayer, pubblicato il 9 giugno 1998 dalla American Recordings.

## Tracce
Edizione statunitense
1. Bitter Peace – 4:32 (Jeff Hanneman)
2. Death's Head – 3:34 (Jeff Hanneman)
3. Stain of Mind – 3:24 (testo: Kerry King – musica: Jeff Hanneman)
4. Overt Enemy – 4:41 (Jeff Hanneman)
5. Perversions of Pain – 3:33 (testo: Kerry King – musica: Jeff Hanneman)
6. Love to Hate – 3:07 (testo: Jeff Hanneman, Kerry King – musica: Jeff Hanneman)
7. Desire – 4:20 (testo: Tom Araya – musica: Jeff Hanneman)
8. In the Name of God – 3:40 (Kerry King)
9. Scrum – 2:16 (testo: Kerry King – musica: Jeff Hanneman)
10. Screaming from the Sky – 3:12 (testo: Tom Araya, Jeff Hanneman, Kerry King – musica: Jeff Hanneman)
11. Point – 4:11 (testo: Kerry King – musica: Jeff Hanneman)

Edizioni australiana ed europea
1. Bitter Peace – 4:32 (Jeff Hanneman)
2. Death's Head – 3:34 (Jeff Hanneman)
3. Stain of Mind – 3:24 (testo: Kerry King – musica: Jeff Hanneman)
4. Overt Enemy – 4:41 (Jeff Hanneman)
5. Perversions of Pain – 3:33 (testo: Kerry King – musica: Jeff Hanneman)
6. Love to Hate – 3:07 (testo: Jeff Hanneman, Kerry King – musica: Jeff Hanneman)
7. Desire – 4:20 (testo: Tom Araya – musica: Jeff Hanneman)
8. In the Name of God – 3:40 (Kerry King)
9. Scrum – 2:16 (testo: Kerry King – musica: Jeff Hanneman)
10. Screaming from the Sky – 3:12 (testo: Tom Araya, Jeff Hanneman, Kerry King – musica: Jeff Hanneman)
11. Wicked – 6:01 (testo: Tom Araya, Paul Bostaph – musica: Jeff Hanneman, Kerry King)
12. Point – 4:11 (testo: Kerry King – musica: Jeff Hanneman)

Edizione giapponese
1. Bitter Peace – 4:32 (Jeff Hanneman)
2. Death's Head – 3:34 (Jeff Hanneman)
3. Stain of Mind – 3:24 (testo: Kerry King – musica: Jeff Hanneman)
4. Overt Enemy – 4:41 (Jeff Hanneman)
5. Perversions of Pain – 3:33 (testo: Kerry King – musica: Jeff Hanneman)
6. Love to Hate – 3:07 (testo: Jeff Hanneman, Kerry King – musica: Jeff Hanneman)
7. Desire – 4:20 (testo: Tom Araya – musica: Jeff Hanneman)
8. Unguarded Instinct – 3:42 (testo: Kerry King – musica: Jeff Hanneman)
9. In the Name of God – 3:40 (Kerry King)
10. Scrum – 2:16 (testo: Kerry King – musica: Jeff Hanneman)
11. Screaming from the Sky – 3:12 (testo: Tom Araya, Jeff Hanneman, Kerry King – musica: Jeff Hanneman)
12. Wicked – 6:01 (testo: Tom Araya, Paul Bostaph – musica: Jeff Hanneman, Kerry King)
13. Point – 4:11 (testo: Kerry King – musica: Jeff Hanneman)

CD bonus nell'edizione speciale
1. Raining Blood (Live) – 2:32
2. Angel of Death (Live) – 5:21
3. Mandatory Suicide (Live) – 4:01
4. Chemical Warfare (Live) – 5:32
5. Dittohead (Live) – 2:37
6. South of Heaven (Live) – 4:25

## Formazione
Gruppo
- Tom Araya – voce, basso
- Kerry King – chitarra
- Jeff Hanneman – chitarra
- Paul Bostaph – batteria

Produzione
- Rick Rubin – produzione
- Slayer – coproduzione
- Greg Gordon – ingegneria del suono
- John Tyree – assistenza tecnica
- Allen Sanderson – assistenza tecnica
- Wade Goeke – assistenza tecnica
- Brian Davis – assistenza tecnica
- Sabastian Haimerl – assistenza tecnica
- Howie Weinberg – mastering